# 沙托奈 (汝拉省)
沙托奈（法語：Chatonnay，法語發音：[ʃatɔnɛ]）是法国汝拉省的一个旧市镇，属于隆斯勒索涅区。该旧市镇总面积2.82平方公里，2009年时的人口为63人。

## 人口
沙托奈人口变化图示